# Manon Houette
Manon Houette (* 2. Juli 1992 in Le Mans, Frankreich) ist eine ehemalige französische Handballspielerin.

## Karriere
Houette spielte anfangs beim HBC Pays de Sillé und beim CSCM Le Mans. Im Jahre 2010 schloss sich die Außenspielerin dem französischen Verein CJF Fleury Loiret Handball an. Mit Fleury gewann sie 2015 die französische Meisterschaft, 2014 den französischen Pokal sowie 2015 den französischen Ligapokal. Im Sommer 2016 wechselte Houette zum deutschen Bundesligisten Thüringer HC. Ab der Saison 2017/18 lief sie für den französischen Erstligisten Metz Handball auf. Mit Metz gewann sie 2018 und 2019 die französische Meisterschaft sowie 2019 den französischen Pokal. Zur Saison 2021/22 wechselte Houette zum Ligakonkurrenten Bourg-de-Péage Drôme Handball. Ab dem Sommer 2022 stand sie bei Chambray Touraine Handball unter Vertrag. Nach der Saison 2023/24 beendete sie ihre Karriere.
Houette gewann 2012 die Silbermedaille bei der U-20-Weltmeisterschaft. Ihr Länderspieldebüt für die französische A-Nationalmannschaft gab sie am 27. Oktober 2013 in Vantaa gegen Finnland. Sie nahm mit Frankreich an der Weltmeisterschaft 2015 teil. Bei den Olympischen Spielen 2016 in Rio de Janeiro gewann sie die Silbermedaille. Bei der Europameisterschaft 2016 gewann sie die Bronzemedaille. Ein Jahr später gewann sie die Weltmeisterschaft in Deutschland. Bei der Europameisterschaft 2018 errang sie die Goldmedaille im eigenen Land.